# Sanremese Calcio 1982-1983
Questa voce raccoglie le informazioni riguardanti la Sanremese Calcio nelle competizioni ufficiali della stagione 1982-1983.

## Divise e sponsor
| 1ª divisa |

## Rosa
| N. |                   | Ruolo | Calciatore       |
| -- | ----------------- | ----- | ---------------- |
|    | Italia (bandiera) |       | Amadio           |
|    | Italia (bandiera) | D     | Osvaldo Arecco   |
|    | Italia (bandiera) | C     | Dino Bertazzon   |
|    | Italia (bandiera) | P     | Stefano Bobbo    |
|    | Italia (bandiera) | D     | Roberto Bordin   |
|    | Italia (bandiera) | A     | Ferdinando Bozzi |
|    | Italia (bandiera) | D     | Marino Cantore   |
|    | Italia (bandiera) | D     | Luigi Cichero    |
|    | Italia (bandiera) | C     | Maurizio De Luca |
|    | Italia (bandiera) | A     | Claudio Di Prete |
|    | Italia (bandiera) | D     | Marco Filippigh  |

| N. |                   | Ruolo | Calciatore         |
| -- | ----------------- | ----- | ------------------ |
|    | Italia (bandiera) | A     | Umberto Formoso    |
|    | Italia (bandiera) | C     | Silvio Francesconi |
|    | Italia (bandiera) | A     | Fabrizio Gatti     |
|    | Italia (bandiera) | D     | Fabio Marangon     |
|    | Italia (bandiera) | A     | Cesare Melillo     |
|    | Italia (bandiera) | A     | Virginio Negri     |
|    | Italia (bandiera) | C     | Luigi Paolini      |
|    | Italia (bandiera) | P     | Mauro Pelosin      |
|    | Italia (bandiera) | D     | Massimo Piscedda   |
|    | Italia (bandiera) | D     | Claudio Vertova    |

## Risultati

### Campionato

#### Girone di andata
| 19 settembre 1982 1ª giornata | Treviso | 0 – 0 | Sanremese |  |

| 26 settembre 1982 2ª giornata | Sanremese | 1 – 0 | Piacenza |  |

| 3 ottobre 1982 3ª giornata | Parma | 1 – 1 | Sanremese |  |

| 10 ottobre 1982 4ª giornata | Sanremese | 1 – 0 | Rondinella |  |

| 17 ottobre 1982 5ª giornata | Forlì | 0 – 0 | Sanremese |  |

| 24 ottobre 1982 6ª giornata | Sanremese | 0 – 0 | Brescia |  |

| 31 ottobre 1982 7ª giornata | Mestre | 0 – 0 | Sanremese |  |

| 7 novembre 1982 8ª giornata | Sanremese | 0 – 1 | Rimini |  |

| 14 novembre 1982 9ª giornata | Pro Patria | 3 – 2 | Sanremese |  |

| 21 novembre 1982 10ª giornata | Trento | 2 – 1 | Sanremese |  |

| 28 novembre 1982 11ª giornata | Sanremese | 1 – 1 | Lanerossi Vicenza |  |

| 5 dicembre 1982 12ª giornata | Sanremese | 0 – 0 | Triestina |  |

| 12 dicembre 1982 13ª giornata | SPAL | 2 – 0 | Sanremese |  |

| 14 dicembre 1982 14ª giornata | Sanremese | 1 – 1 | Modena |  |

| 9 gennaio 1983 15ª giornata | Fano | 3 – 3 | Sanremese |  |

| 16 gennaio 1983 16ª giornata | Sanremese | 2 – 0 | Carrarese |  |

| 23 gennaio 1983 17ª giornata | Padova | 2 – 1 | Sanremese |  |

#### Girone di ritorno
| 30 gennaio 1983 18ª giornata | Sanremese | 2 – 2 | Treviso |  |

| 6 febbraio 1983 19ª giornata | Piacenza | 2 – 2 | Sanremese |  |

| 13 febbraio 1983 20ª giornata | Sanremese | 1 – 0 | Parma |  |

| 20 febbraio 1983 21ª giornata | Rondinella | 2 – 0 | Sanremese |  |

| 27 febbraio 1983 22ª giornata | Sanremese | 1 – 1 | Forlì |  |

| 6 marzo 1983 23ª giornata | Brescia | 2 – 3 | Sanremese |  |

| 13 marzo 1983 24ª giornata | Sanremese | 0 – 0 | Mestre |  |

| 20 marzo 1983 25ª giornata | Rimini | 2 – 1 | Sanremese |  |

| 2 aprile 1983 26ª giornata | Sanremese | 1 – 1 | Pro Patria |  |

| 10 aprile 1983 27ª giornata | Sanremese | 1 – 0 | Trento |  |

| 17 aprile 1983 28ª giornata | Lanerossi Vicenza | 2 – 1 | Sanremese |  |

| 1º maggio 1983 29ª giornata | Triestina | 1 – 0 | Sanremese |  |

| 8 maggio 1983 30ª giornata | Sanremese | 2 – 0 | SPAL |  |

| 15 maggio 1983 31ª giornata | Modena | 3 – 0 | Sanremese |  |

| 22 maggio 1983 32ª giornata | Sanremese | 1 – 1 | Fano |  |

| 29 maggio 1983 33ª giornata | Carrarese | 0 – 0 | Sanremese |  |

| 5 giugno 1983 34ª giornata | Sanremese | 2 – 1 | Padova |  |